# Georges Thonar
Georges Thonar de son vrai nom Gérard Debehognes, né le 3 mars 1875 à Huy (Liège) et mort début décembre 1918 en Gironde (France), est typographe et imprimeur, syndicaliste révolutionnaire et communiste libertaire.
Figure centrale de l'anarchisme belge avant la première guerre mondiale avec Émile Chapelier, il doit sa notoriété notamment à deux textes, réédités à de nombreuses reprises, Ce que veulent les anarchistes et Le parlementarisme et la classe ouvrière.
En 1905, il est la cheville ouvrière du Groupement Communiste Libertaire dont l'objectif est d'organiser le mouvement anarchiste en Belgique et qui est à l'origine de la Colonie communiste libertaire, L'Expérience à Stockel (Bruxelles).

## Biographie

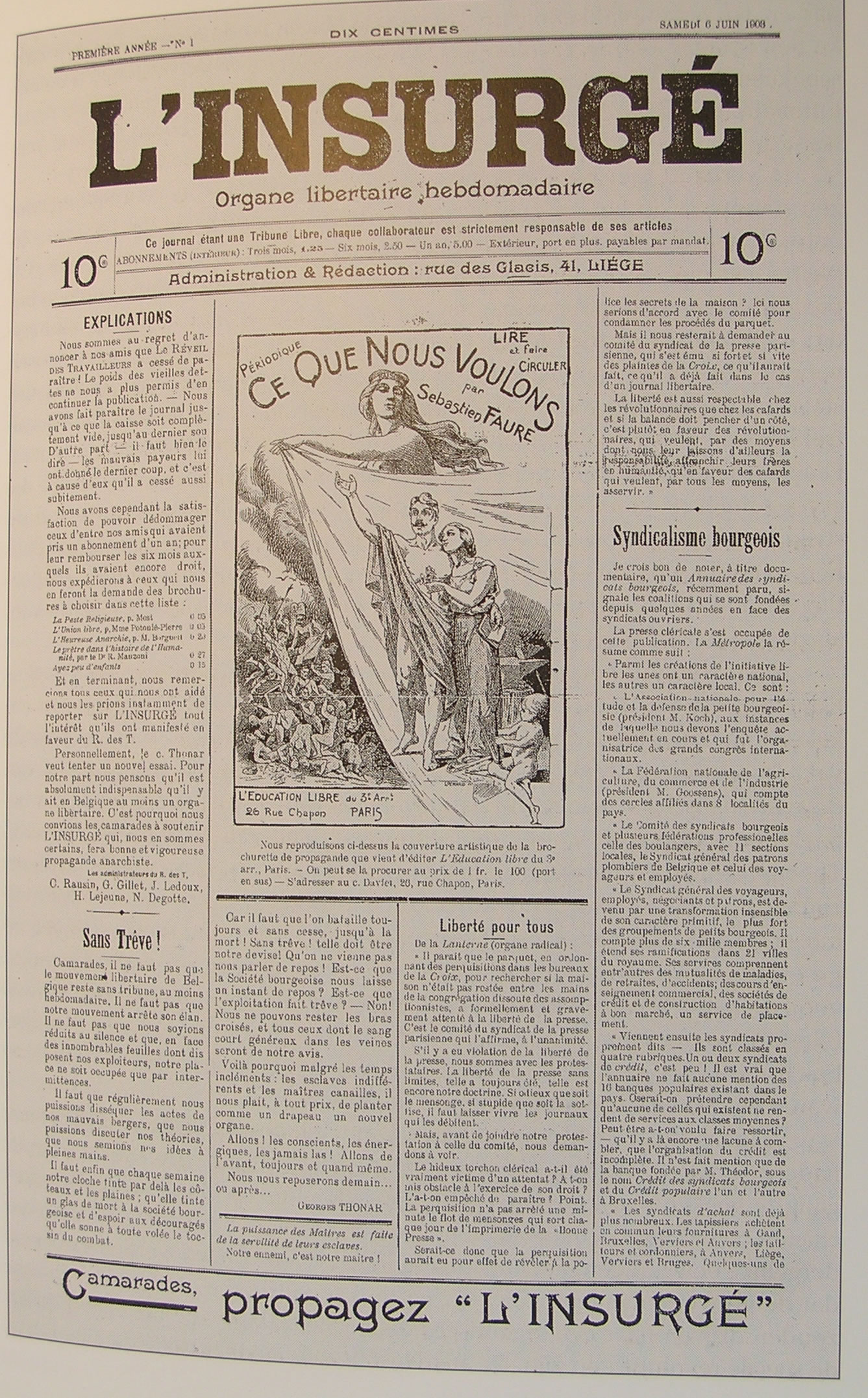
L’Insurgé, 6 juin 1903.

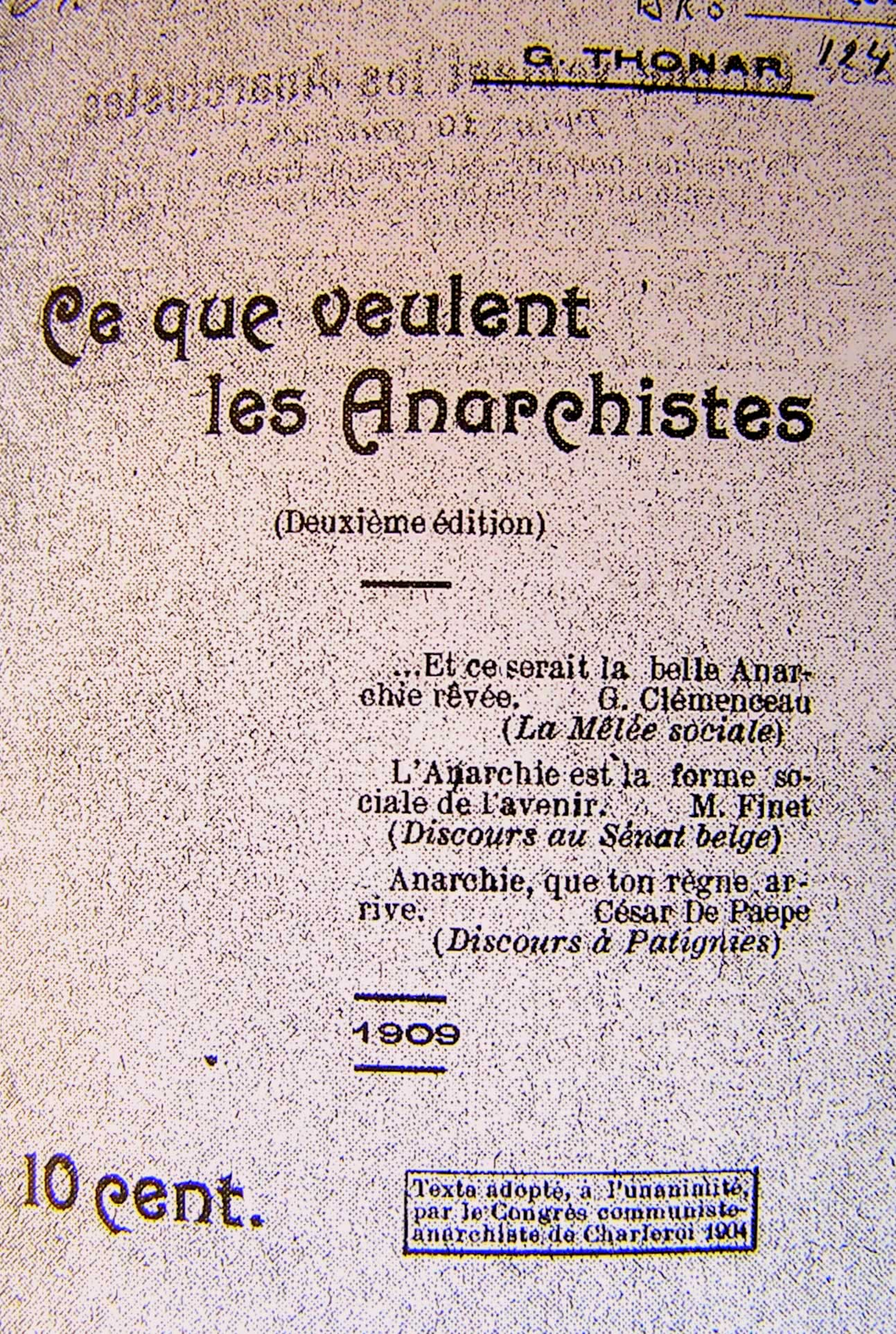
Ce que veulent les anarchistes, réédition de 1909.

À 18 ans, il travaille en France puis s'installe à Bruxelles. D’abord militant dans les rangs du Parti Ouvrier Belge, il rallie l’anarchisme.
En 1895, il édite à Bruxelles le journal Le pygmée, dont le premier numéro affirme : « Notre but, il n’est pas long à définir : lutter sans trêve et sans repos pour ce qui représente l’idéal de Justice, de Vérité et de Liberté : l’Anarchie »,.
En 1896, il collabore au bimensuel L’Insurgé où il remplace Émile Chapelier à l’administration ce qui lui vaut, à la suite d'articles « glorifiant la Commune de Paris et la propagande par le fait », d’être condamné à deux mois de prison,.
Lors de la manifestation du 1er mai 1896, c’est lui qui porte le drapeau noir lors du cortège anarchiste dispersé par la police sur la Grand Place.
Le 25 juillet 1896, il est condamné par la Cour du Brabant à 2 mois de prison et 50 francs d’amende pour des articles «  provoquant à la désobéissance aux lois » parus dans L’Insurgé,.
En 1898-1899, il collabore à L'An-archiste à Ixelles.
Il contribue à l'hebdomadaire Le Réveil des Travailleurs, « Journal d'émancipation populaire » puis « Organe Libertaire » dont le premier numéro sort à Liège le 15 juin 1900.
D’octobre 1900 à mars 1901, il publie à Bruxelles, L’Effort éclectique,.
Le 20 mars 1903, alors qu’il habite Herstal et est l’éditeur de L’Insurgé, il est soupçonné d’être l’auteur d’un attentat à l’explosif commis à Liège, avant d’être relaxé après quelques jours de prison.

### Le Groupement Communiste Libertaire
En octobre 1904, son texte Ce que veulent les anarchistes est adopté à l'unanimité par le congrès communiste libertaire de Charleroi,,.
À la suite du congrès est créée la Fédération amicale des anarchistes de Belgique dont il devient le secrétaire du Comité fédéral aux côtés de Jules Ledoux de Liège et de Camille Mattart.
Le 25 juillet 1905, il est à l'initiative de la création du Groupement Communiste qui devient, l'année suivante, Groupement Communiste Libertaire (GCL). Le groupe se fixe pour but de propager les idées du communisme libertaire par le biais de réunions publiques, la création de Cercles d'Études, et la publication de journaux et d'ouvrages de propagande. Le GCL est par ailleurs à l'origine d'un essai de mise en pratique du communisme libertaire avec la création en 1905 par Émile Chapelier et sa compagne de la Colonie L'Expérience où vivront jusqu'en 1908 d'abord à Stockel-Bois, puis à Boitsfort), une quinzaine de personnes.
La même année, il fonde à Herstal sa propre imprimerie,.
En 1906-1907, il est le responsable du Bulletin de l’Internationale libertaire,.
En août 1907, il participe au Congrès anarchiste international d'Amsterdam où il est le rapporteur de la commission sur Anarchisme et organisation et intervient sur la pertinence de l'utilisation du vote dans la procédure de prise de décision.
En 1908, il est membre de la rédaction de L’Avant-garde à Liège.
En 1909, il est le secrétaire de la section bruxelloise de la Fédération révolutionnaire à Bruxelles.
Plus tard il adhère au Parti socialiste.
Il meurt en prononçant ces derniers mots (selon l'un de ses amis) : "Vive la révolution universelle !"

## Œuvres
- Le parlementarisme et la classe ouvrière, Bruxelles, Publication du groupe libertaire L’Autonomie, 1902[20],[21],[22],[23].
- Ce que veulent les anarchistes, Liège, Publications de L’Insurgé, 1904[24],[25],[26],[27].

## Notices
- Notices d'autorité :   - VIAF
  - LCCN
  - Pologne
  - WorldCat
- Dictionnaire des anarchistes, « Le Maitron » :  notice biographique.
- Dictionnaire international des militants anarchistes : notice biographique.
- (nl) Fonds Jan Pellering : notice biographique.
- Catalogue général des éditions et collections anarchistes francophones : notice bibliographique.
- René Bianco, 100 ans de presse anarchiste : Gérard Debehognes.
- René Bianco, 100 ans de presse anarchiste : Georges Thonar.
- Centre International de Recherches sur l'Anarchisme (Lausanne) : notice bibliographique.